# Nipponomyia flavicollis
Nipponomyia flavicollis är en tvåvingeart som beskrevs av Edwards 1933. Nipponomyia flavicollis ingår i släktet Nipponomyia och familjen hårögonharkrankar. Inga underarter finns listade i Catalogue of Life.